# Körösbánya

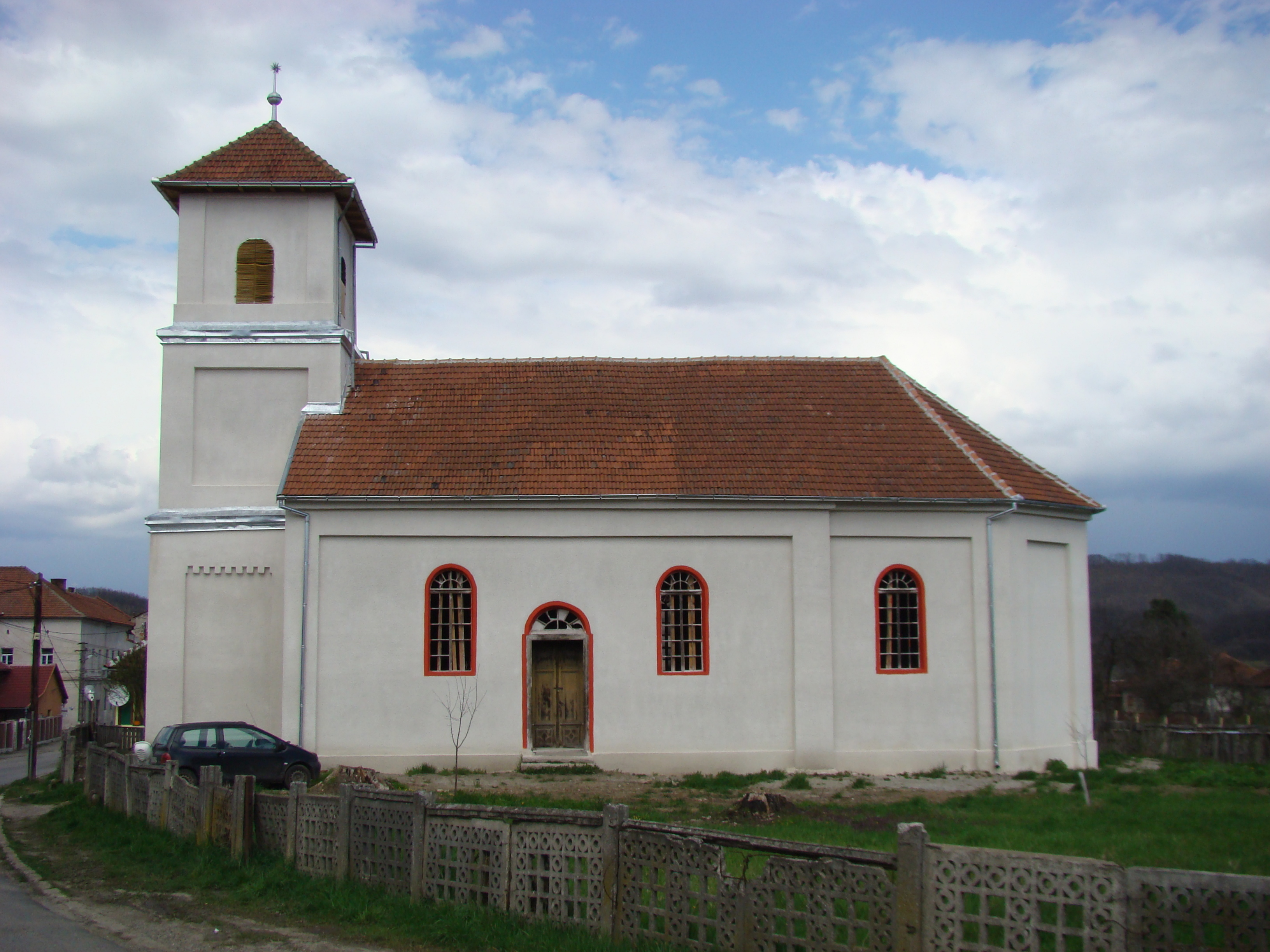
A református templom

Körösbánya (románul: Baia de Criș, korábban Baia Crișului, németül (történeti) Altenburg) falu Romániában, Hunyad megyében.

## Fekvése
A Fehér-Körös bal partján, az E79-es út mentén, Brádtól hét kilométerre északkeletre fekszik. Határából 5247 hektár erdő, 1064 szántó, 1012 legelő és 945 rét.

## Nevének eredete
Bár néha Kőrösbánya formában is írják, magyar neve folyója nevének és a bánya szónak összetételéből való, román neve pedig ezzel párhuzamos. Először 1390-ben Feyr-keresbanya ('Fejérkörösbánya') alakban írták. 1427-ben német néven mint Altumburg fordul elő, majd 1444-ben Keresbanya vagy Czibebanya. A középkorban – a Kisbányának nevezett Boicával relációban – Nagybányának is nevezték.

## Története
Aranybányáit már a rómaiak is művelték. Abból, hogy 1427-ben német nevét említették, arra következtethetünk, hogy a magyar királyok a 14. században német bányászokat telepítettek ide. 1427-ben civitasnak, 1444-ben oppidumnak írták, Világos váruradalmához tartozott, és pénzverdéje működött. Hunyadi János birtoklása idején a nagyszebeni származású, aranyforintok verésével foglalkozó Simon mester bérelte. Hunyaditól 1453-ban Szilágyi Mihály, majd 1461-ben Mátyás örökölte, aki járt is itt 1462-ben. Ő egy évre rá elajándékozta ecsedi Báthory Andrásnak, és ezután majdnem száz éven keresztül a Báthory családé maradt. Már a középkorban letelepedtek itt a ferencesek, akik a török veszély idején kolostorukat erőddé alakították. II. Lajos 1519-ben szabad királyi városi kiváltsággal látta el, de a későbbiekben mindig mezővárosként szerepelt. Ekkor a város bírája Magyar Lázár, a bánya bérlője Goldamar András volt. Báthory Miklós hűtlensége miatt elvesztette birtokát, és János Zsigmond előbb Stanisław Nieżowskinak adta, majd az ő halála után visszaszállt a kincstárra.
A következő századokban aranybányászata jelentőségét vesztette, a paraszti kitermelés szintjére esett vissza. 1573-ban bányászai a cebeiekkel, riskaiakkal és karácsiakkal még kiváltságlevelet kaptak Báthory Istvántól, de már azzal a feltétellel, hogy a kitermelt érc nyolcadrészét beszolgáltatják a fiskusnak. 1595-ben a tatárok, 1604-ben a fosztogató zsoldosok, 1605-ben a temesvári pasa pusztították. A fejedelmek többször is elzálogosították.
I. Lipóttól 1701-ben heti- és évi négy országos vásár tartására nyert szabadalmat. 1742-ben teljesen szünetelt az aranybányászat. 1746-ban a megcsonkított Zaránd vármegye székhelyévé nevezték ki, és azzal együtt a vitatott jogállású Partium része maradt. Egyike volt a vármegye azon kevés helységének, ahol jelentős magyar közösség élt, valószínűleg a lakosság többsége – hivatalnokok, birtokosok, iparosok és kereskedők. 1750-ben 53 háztartásból állt, 1786-ban mindössze 443-an lakták. Református gyülekezetét 1766-ban Ocs filiával együtt 105 férfi és 119 nő alkotta. Templomukat néhány évvel korábban ítélték vissza a római katolikusoknak. A katolikus plébániát 1728-ban a dévai bolgár ferencesek szervezték újra. 1785-ben a váradi egyházmegyétől, ahová korábban mindig tartozott, az erdélyihez csatolták. A vármegyében felállított három görögkatolikus hitközség egyike Körösbányán működött. 1784. november 4-én a felkelt parasztok kirabolták, a szerzeteseket és a református lelkészt megölték.
Lakói a gazdálkodás mellett, családi tárnákban aranyat is bányásztak, és aranybeváltó hivatal is működött benne. Ennek köszönhetően – és mert a nagyobb pusztítások elkerülték – a 19. század folyamán végig igen gazdag településnek számított. A vármegye 1843-ban megtagadta, hogy követeket küldjön a pozsonyi országgyűlésre, ezért nyolcszáz forint büntetéssel sújtották. 1830-ban gyógyszertárat, 1845-ben postahivatalt állítottak fel benne. Míg környékén nagyon kevés iskola működött, itt a ferencesek és a református iskolamester is oktatták a gyermekeket.
1848. május 10-én Zaránd vármegye gyűlése kimondta a vármegye Magyarországhoz való „visszatérését”, ami egy korabeli jelentés szerint élénk ellenérzést keltett a környék lakosságában. Október 22-én a román felkelők körülzárták, 25-én pedig lefegyverezték magyar lakosságát és két főt megöltek. November 2-án Simion Balint felkelői hat polgárát felakasztották. 6-án Gál László őrnagy a ternávai síkon szétverte a felkelőket, bevonult a városba, és kilenc román lakosát kivégeztette. 1849. március 9-én az Ocsnál megvert és Gyulafehérvárra visszarendelt Czernoewicz elhagyta Zarándot, és Brád és a Bucsesdi-szoros védelmét Ioan Buteanura bízta. 18-án Csutak Kálmán vette be, és másnap ide helyezte át főhadiszállását. A május 20-án bevonuló felkelők fölgyújtották.
Az abszolutizmus idején járási székhely, majd 1861 és 1876 között az újjászervezett és román vezetésű Zaránd vármegye székhelye volt. 1876-ban járási székhelyként Hunyad vármegyéhez csatolták. 1874-től állami iskola, 1878-tól közjegyzői hivatal működött benne. 1891-ben megalapították a Körösbánya és Vidéke Takarékpénztárat. 1894. március 10-én több ezer brádi, vályabrádi, vákai, ribicei, cebei, mesztákoni és riskai lakos megszállta a városkát és elérték, hogy a bányatársulat vezetője visszavonja a falvaik területére már kiadott kutatási koncessziót. 1896-ra készült el a vasút. 1905 és 1914 között a román nemzeti párti Vasile Damian képviselte az országgyűlésben. 1945-ben 135 családját Bogárosra telepítették.
1880-ban 637 lakosából 325 volt román, 223 magyar és 65 német anyanyelvű; 193 római, ugyanannyi görögkatolikus, 144 ortodox és 101 református vallású.
2002-ben 779 lakosából 749 volt román, 16 cigány és 11 magyar nemzetiségű; 712 ortodox, 16 római katolikus, 12 baptista és 79 görögkatolikus vallású.

## Látnivalók
- A ferences templomot és kolostort középkori alapokon 1763–68-ban építették. A középkorból csak a templom mérműves ablakainak felső része és a támpillérek vízvetői maradtak meg.[7] 1784. november 4-én a parasztok feldúlták, majd 1848-ban felgyújtották. A hatóságok 1950. május 23-án ide internálták Scheffler János szatmár–nagyváradi püspököt és 1952-ben a rendtartomány 37 ferences testvérét. Elöljáróikat 1961-ben bebörtönözték. A szerzetesek 1964-ben hagyhatták el a kolostort és a börtönt.
- Régebbi ortodox temploma 1763 körül, a református az 1790-es években épült.
- A ferences kolostorral szemközt áll az erősen átalakított volt zarándi vármegyeháza.
- A régi kórház 1862–1872-ben épült.[8]
- Avram Iancu emlékházát egy jellegzetes környékbeli parasztházban rendezték be, amelyet Ioan Stupina egykori pékségének helyén állítottak fel, ahol a parasztvezér meghalt.

## Ismert személyek
- Itt halt meg 1870-ben Avram Iancu parasztvezér.
- Itt született 1894-ben Gyarmati Ferenc költő, író, újságíró, festőművész.
- Itt született 1898-ban Szakáts Pál főszolgabíró, minisztériumi tisztviselő, országgyűlési képviselő.
- Itt született 1907-ben Bányai László kommunista politikus, történész.
- Itt született 1910-ben Dóczy Pál István belgyógyász professzor, orvosi szakíró.
- Itt született 1912-ben Medgyessy Béla, Medgyessy Péter volt miniszterelnök édesapja.[9]

## Képek

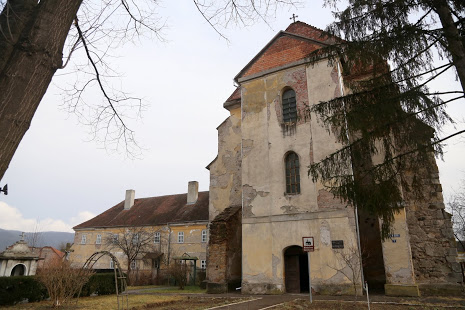
Ferences templom
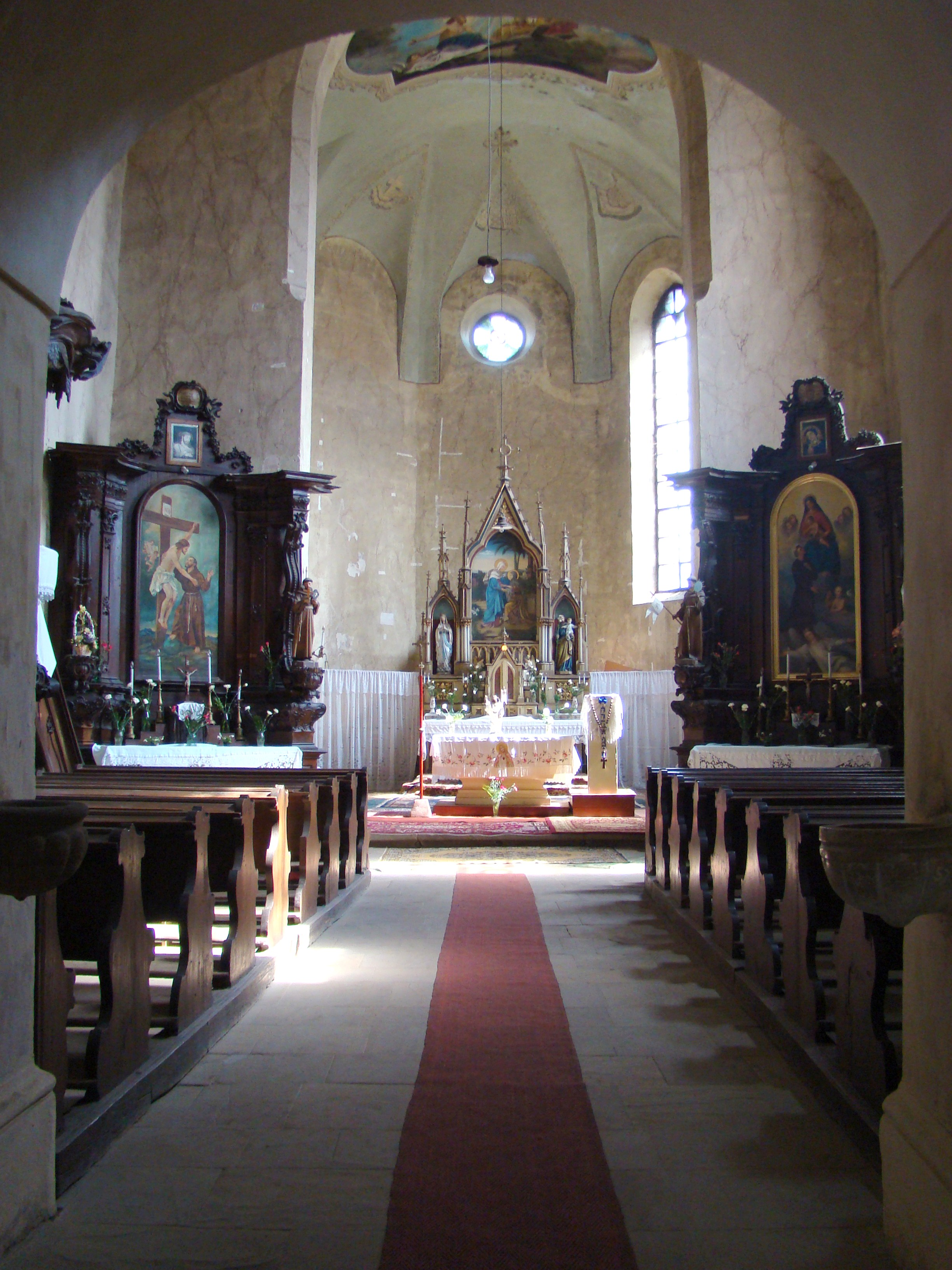
A ferences templom belseje
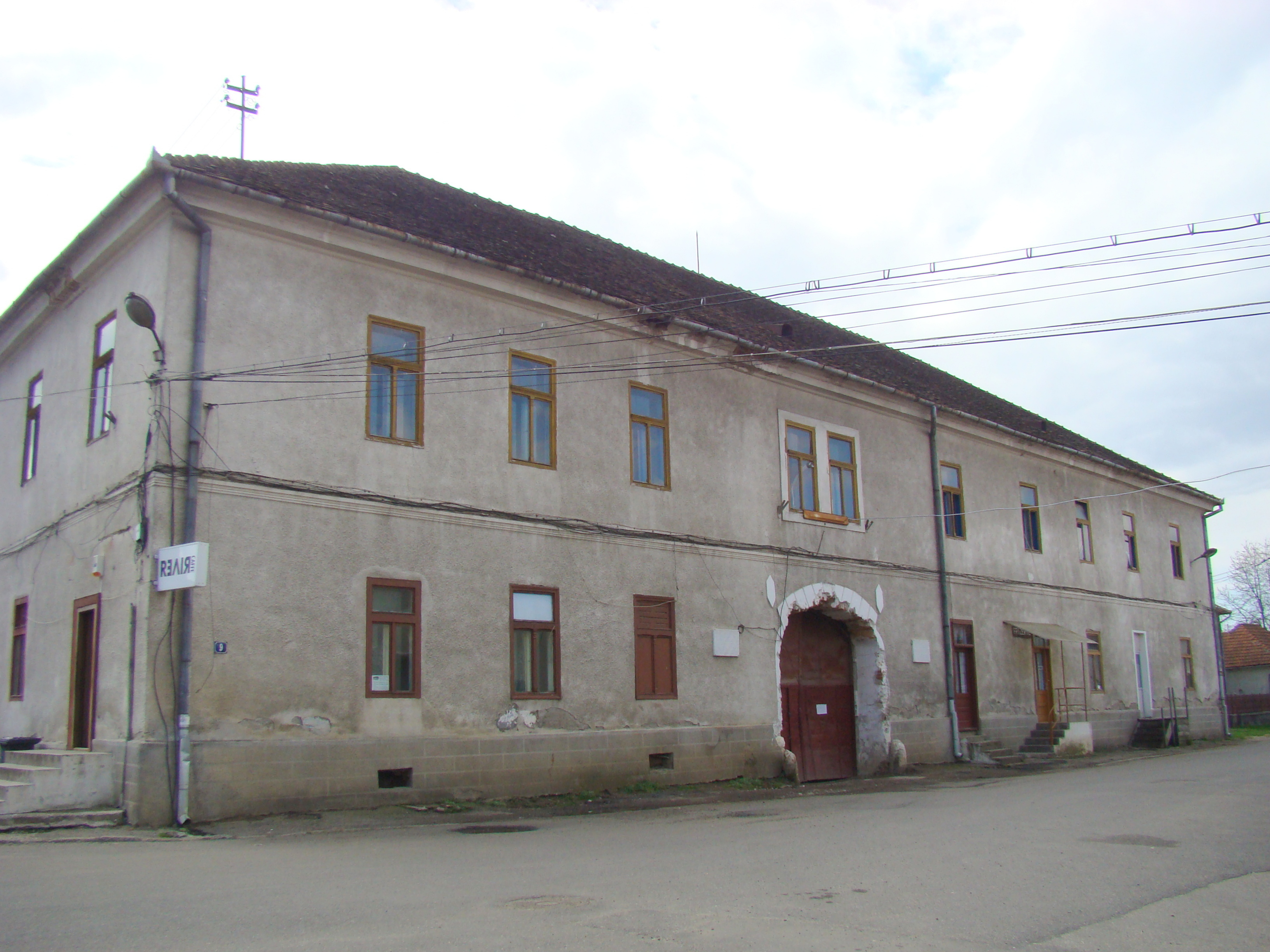
A volt zarándi megyeháza
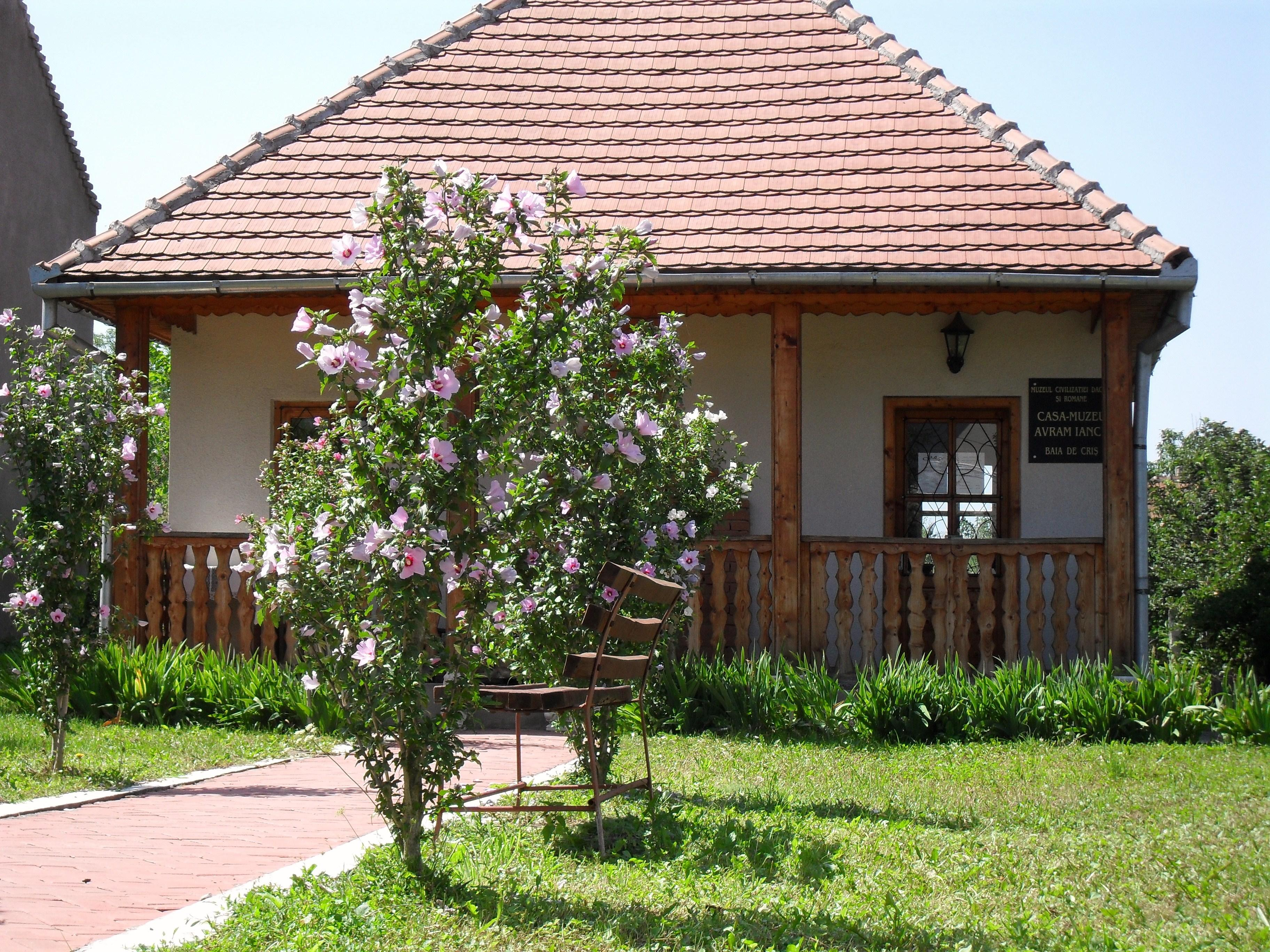
Avram Iancu-emlékház